# MICA
MICA (фр. Missile d’Interception de Combat et d’Autodéfense, буквально «ракета перехвата и самообороны») — французская авиационная ракета класса «воздух-воздух» для поражения высокоманёвренных целей на малой и средней дистанции. Была разработана в качестве замены ракет средней дальности Matra Super 530D/F и ракет ближнего боя Matra R550 Magic II для вооружения истребителей Mirage 2000 и Rafale.
Разработка ракеты MICA была начата французской фирмой Matra в 1982 году (в настоящее время ракетное производство находится в составе концерна MBDA — совместного предприятия EADS, BAE Systems и Finmeccanica специализирующегося на разработке и производстве ракетной техники), проект вёлся совместно с американской компанией McDonnell Douglas и позиционировался как конкурирующий с AMRAAM в конкурсе на перевооружение истребителей ВВС США. Ракета была принята на вооружение ВВС Франции в варианте MICA-IR в 1998 году.
В настоящее время УР MICA состоит на вооружении ВВС Франции, Катара, Греции, Тайваня, ОАЭ.

## Модификации

### УРВВ ближней дальности
MICASRAAM — ракета-гибрид MICA и ASRAAM ближней дальности, разрабатывалась совместно французской компанией Matra и британской Marconi, макет в натуральную величину был представлен мировой прессе 2—8 сентября 1990 года на ежегодной международной выставке вооружения и военной техники Фарнборо.

### Зенитная управляемая ракета

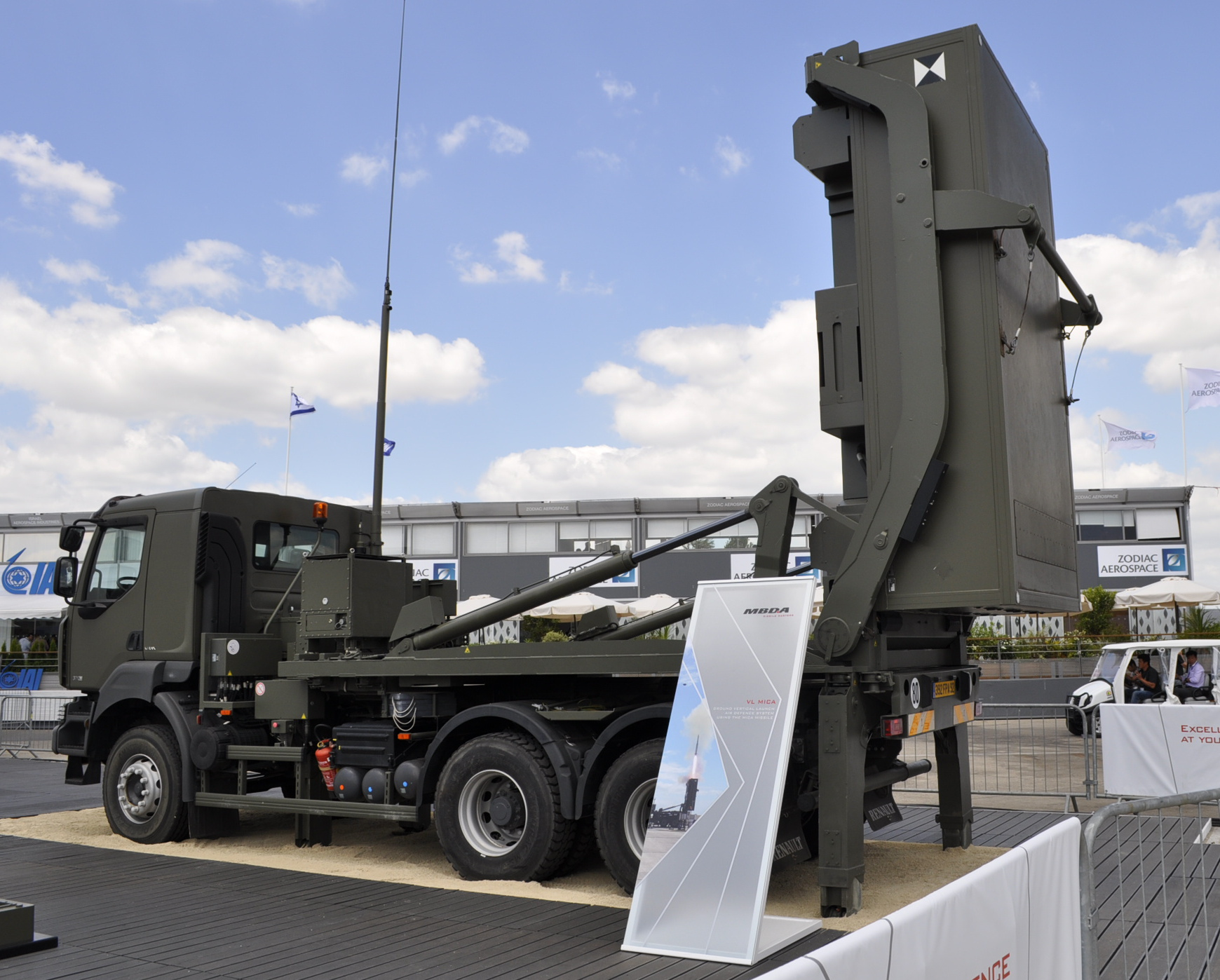
Самоходный ЗРК SHORAD VL MICA на шасси грузовика марки «Рено» с пусковой установкой в боевом положении на выставке вооружений и военной техники Ле-Бурже, 19 июня 2015

SHORAD (Short-Range Air-Defence [System] — «зенитно-ракетный комплекс ближнего радиуса действия») — ЗРК, оснащённый ракетами класса «поверхность—воздух» на основе «Мики», модифицированными для стрельбы по воздушным целям с земли и установленными на пусковую установку, монтируемую на палубе корабля, либо на башне колёсной или гусеничной бронетехники и представляющую собой универсальный вариант пусковой установки британского корабельного ЗРК «Си Вулф» был разработан французской компанией MATRA совместно с британской BAE Dynamics в рамках одноимённой программы научно-исследовательских и опытно-конструкторских работ, осуществлявшихся в 1996—2000 гг. группой компаниями ракетной отрасли военной промышленности ряда европейских государств-членов НАТО (Великобритании, Германии, Испании, Италии, Турции, Франции). Программа работ предполагала разработку средств ПВО, которые согласно предварительному плану должны были поступить на вооружение европейских армий и флотов в 2015—2020 гг. Пусковая установка оснащалась подвесной панелью, обеспечивающей подвеску от 8 до 16 ракет. Комплекс позиционировался изготовителями как эффективное средство ПВО кораблей и сухопутной бронетехники в доступной ценовой категории, среди заявленных качеств подчёркивалась его надёжность и простота в эксплуатации. В сухопутном варианте базирования, комплекс мог изготавливаться как для размещения на бронетехнике или автотранспортных средствах (Vehicle-Launched Missile, сокр. VL MICA), так и для размещения на стационарных позициях объектовой ПВО. Комплекс предлагался на рынке вооружений для развивающихся стран Азиатско-Тихоокеанского региона. Система управления ракетой двухрежимная: 1) самонаведение — тепловизизонная головка самонаведения (Imaging Infrared), либо 2) радиокомандное наведение (CLOS) с борта корабля или бронетехники — радиолокационная подсветка цели при помощи бортовой РЛС наведения. Выбор режима оператором зависит от конкретных условий боевой обстановки, что позволяет осуществить обстрел цели как с сопровождением её в полёте оператором, так и по принципу «выстрелил и забыл». Система управления вектором тяги позволяет осуществлять пуск ракеты по вертикальной траектории, что значительно сокращает область непростреливаемого пространства над занимаемой огневой позицией, аэродинамические качества ракеты позволяют ей быстро выйти из вертикального набора высоты на горизонтальную или наклонную траекторию перехвата.

## Тактико-технические характеристики[7]
- Дальность стрельбы: эффективная 10 - 20 км
- Скорость 3 М
- Потолок 9 км
- Длина: 3100 мм
- Диаметр: 160 мм
- Размах крыльев: 560 мм
- Масса: 112 кг
- Боевая часть: осколочно-фугасная с радиолокационным взрывателем, 12 кг
- Система наведения:
  - биспектральная тепловизионная головка самонаведения (MICA-IR), охлаждение замкнутого типа
  - активная импульсно-доплеровская ГСН AD4A (MICA-EM)

## Сравнительная характеристика
| Ракета      | Изображение | Год  | Дальность, км | Скорость, число М | Длина, м | Диаметр, м | Размах крыла, м | Размах рулей, м | Масса, кг | Масса БЧ, кг | Тип БЧ     | Тип двигателя | Тип наведения  |
| ----------- | ----------- | ---- | ------------- | ----------------- | -------- | ---------- | --------------- | --------------- | --------- | ------------ | ---------- | ------------- | -------------- |
| AIM-7F      |             | 1975 | 70            | 4М                | 3,66     | 0,203      | 1,02            | 0,81            | 231       | 39           | ОФ         | РДТТ          | ПАР ГСН        |
| AIM-54C     |             | 1986 | 184           | 5М                | 4,01     | 0,38       | 0,925           | 0,925           | 462       | 60           | ОФ         | РДТТ          | ИНС+РК+АРЛ ГСН |
| AIM-120A    |             | 1991 | 50-70         | 4М                | 3,66     | 0,178      | 0,533           | 0,635           | 157       | 23           | ОФ         | РДТТ          | ИНС+РК+АРЛ ГСН |
| AIM-120C-7  |             | 2006 | 120           | 4М                | 3,66     | 0,178      | 0,445           | 0,447           | 161,5     | 20,5         | ОФ         | РДТТ          | ИНС+РК+АРЛ ГСН |
| MICA-IR     |             | 1998 | 50            | 4М                | 3,1      | 0,16       |                 | 0,56            | 110       | 12           | ОФ         | РДТТ          | ИНС+РК+ТП ГСН  |
| MICA-EM     |             | 1999 | 50            | 4М                | 3,1      | 0,16       |                 | 0,56            | 110       | 12           | ОФ         | РДТТ          | ИНС+РК+АРЛ ГСН |
| Р-77        |             | 1994 | 100           | 4М                | 3,5      | 0,2        | 0,4             | 0,7             | 175       | 22           | стержневая | РДТТ          | ИНС+РК+АРЛ ГСН |
| PL-12       |             | 2007 | 100           | 4М                | 3,93     | 0,2        | 0,67            | 0,752           | 199       |              | ОФ         | РДТТ          | ИНС+РК+АРЛ ГСН |
| MBDA Meteor |             | 2013 | >100          | 4М                | 3,65     | 0,178      |                 |                 | 185       |              | ОФ         | ПВРД          | ИНС+РК+АРЛ ГСН |